# Rivière Croche
Pour les articles homonymes, voir Croche.
La rivière Croche est un affluent de la rivière Saint-Maurice, coulant dans les régions du Saguenay–Lac-Saint-Jean et de la Haute-Mauricie, au Québec, Canada. La rivière Croche traverse les territoires suivants cantons de Chabanel et Bécard, dans Lac-Ashuapmushuan , dans la MRC Le Domaine-du-Roy, dans la région administrative du Saguenay–Lac-Saint-Jean et les cantons de Michaux, Lavoie, Langelier et Malhiot, dans le territoire de l'agglomération de La Tuque, dans la Mauricie.
La rivière Croche est l'un des cinq plus importants tributaires de la rivière Saint-Maurice.

## Géographie
À partir de son crénon (altitude : 530 m) au nord-ouest du lac touladi(d) au sud-ouest de la rive sud du lac Saint-Jean la rivière Croche coule sur environ 190 km, avec une dénivellation de 330 m, selon les segments suivants :
- vers le sud, jusqu'à décharge du lac Silo venant de l'est puis jusqu'à la décharge du Grand lac Bonhomme(d) ;
- vers le sud-est, en traversant une zone de marais, jusqu'à l'embouchure du lac aux Rats (altitude : 430 m), que le courant traverse vers le sud, puis jusqu'au pont d'une route forestière puis jusqu'à l'embouchure du lac du Cygne (altitude : 413 m), que le courant traverse sur sa pleine longueur, puis jusqu'à la rive nord-ouest du lac Panache (altitude : 354 m) ;
- vers le sud-ouest, en traversant le lac Panache jusqu'à sa décharge puis jusqu'à l'embouchure du lac au Ruisseau (altitude : 344 m) que le courant traverse sur sa pleine longueur puis recueille les eaux du ruisseau aux Goélands venant de l'ouest ;
- vers le sud jusqu'à l'embouchure du lac Davenne (altitude : 329 m) que le courant traverse sur sa pleine longueur puis jusqu'à la confluence de la rivière Patrick venant du nord-est puis, en formant un crochet vers l'ouest, jusqu'à la limite de La Tuque ;
- vers le sud-est, dans La Tuque, jusqu'à la confluence de la Rivière Brulée venant du nord-est ;
- vers le sud, jusqu'à un pont d'une route forestière ;
- vers le sud-est en traversant le rapide de la Grosse Roche et la chute Brûlé, et en serpentant jusqu'à la confluence de la Petite rivière Croche venant de l'est ;
- vers le sud en formant une courbe vers le nord-est ;
- vers le sud, en serpentant jusqu'à un pont d'une route forestière puis passe sous le pont de chemin de fer puis, sur ses derniers kilomètres, la rivière forme une vallée riche en alluvion, d'où la présence d'agriculture, avant de se jeter dans la rivière Saint-Maurice au nord de La Tuque.

## Histoire
Jadis, une forêt de feuillus dominait la végétation dans la partie aval du bassin versant de la rivière Croche, car le sol était riche d'alluvions. À la fin du XIXe siècle et début du XXe, le bassin versant de la rivière a été déboisé pour faire place à l'agriculture. Plusieurs fermes s'y sont établies. Malgré sa faible profondeur, la rivière a été utilisée pour le flottage du bois, afin d'alimenter les moulins à scie, puis les moulins à pulpe située à La Tuque et en aval sur la rivière Saint-Maurice.
Vraisemblablement construite initialement par les Hall (Bébé Tessier), la "ferme de la Croche" a été acquises successivement par plusieurs compagnies forestières, notamment celle possédée par M. Alex Baptist. Mgr Caron, grand explorateur de la Haute-Mauricie au XXe siècle, laisse entendre dans sa relation de voyage de 1887 que cette ferme était louée en 1887 aux Hall. Vers 1890, cette ferme aurait vraisemblablement été abandonnée et passait pour hantée.

## Toponymie
Le toponyme rivière Croche a été officialisé le 5 décembre 1968 à la Banque des noms de lieux de la Commission de toponymie du Québec.
Selon la Commission de toponymie du Québec, en 1863, Stanislas Drapeau mentionnait dans ses notes le nom de la rivière Croche. L'arpenteur Du Tremblay la décrite aussi en 1873. Dans le langage populaire, le mot croche désigne souvent un tracé qui fait un crochet ou des serpentins. Le toponyme Croche ou Crooked est fort répandu dans la toponymie québécoise, notamment les 102 lacs qui sont désignés ainsi. Compte tenu que grand nombre de cours d'eau utilisaient le mot "Croche" dans leur appellation, les autorités les ont remplacés par des toponymes plus distinctifs. Au nombre de 145, ces anciens lacs Croche ou Crooked ont notamment reçu ou parfois repris d'autres termes spécifiques descriptifs (Crochet, Crochu, Sinueux, Coudé, etc.), des patronymes et des prénoms (Gabriel, Forster, Laflamme, Daniel, Colette, etc.) des noms amérindiens (Manitou, Wapizagonke, Kiwatin, Causapscal, etc.).
En sus, au Québec, la Banque des noms de lieux compte cinq rivières Croche, une Petite rivière Croche et une Petite rivière Croche Nord de même qu'une rivière Crochue. Sept rivières Croche ou Crooked ont reçu ou repris d'autres appellations dont les rivières Lecompte, Auriac, du Gouffre Sud-Ouest, Camitogama. L'élément Croche est présent dans les noms de trois lieux habités du Québec : Lac-Croche dans la Matawinie, La Croche et Rivière-Croche en Mauricie.